# Пашаев, Бахшеиш Ханахмед оглы
Бахшеиш Ханахмед оглы Пашаев (азерб. Baxşeyiş Xanəhməd oğlu Paşayev; 1 мая 1936 — 12 июля 1992) — народный ополченец Республики Азербайджан, Национальный Герой Азербайджана (1992).

## Биография
Родился Бахшеиш Пашаев 1 мая 1936 года в селе Ахмедавар, Агдамского района, Азербайджанской ССР. После окончания седьмого класса сельской школы он поступил в Агдамский сельскохозяйственный техникум. В 1954 году завершил обучение в техникуме и начал работать механизатором в Агдамском конном совхозе. С 1965 года продолжил работу в качестве водителя. В 1988 году, с началом армяно-азербайджанского конфликта, после смерти Али и Бахтияра, первых жертв Карабахской войны, Бахшеиш присоединился к народному движению.
Бахшеиш, сыгравший значительную роль в защите интересов Азербайджана, активно принимал участие в доставке продовольствия в отдалённые села, а после закрытии дорог помогал населению перебираться из одного места в другое. Пашаева считали самым активным бойцом отряда "Ястребы обороны Карабаха". Бахшеиш Пашаев, известный среди воинов по прозвищу "аксакал", был не только искусным стрелком, но и прекрасным разведчиком. Неоднократно выезжал на разведку в села Фаррух, Аранзамин, Нахчываник, Ханабад. На основании его данных успешно проводились военные операции по ликвидации незаконных формирований.
10 апреля 1992 года он руководил военными вертолетами для уничтожения важных боевых точек противника в Шушакене. Во время Ходжалинской трагедии Пашаев оказал огромную помощь мирному населению по переводу и спопровождению в безопасное место.
12 июля 1992 года в окрестностях села Ханабад противник перешёл в наступление. Отряд Бахшеиша сумел оказать сопротивление и захватил семь постов противника. Во время этой операции огнестрельным выстрелом Бахшеиш Пашаев был смертельно ранен.
Был женат, воспитывал девятерых детей.

## Память
Указом Президента Азербайджанской Республики № 350 от 7 декабря 1992 года Бахшеишу Ханахмед оглы Пашаеву было присвоено звание Национального Героя Азербайджана (посмертно).
Похоронен в Аллее Шехидов Агдамского района Республики Азербайджан.